# Vodyane (communauté territoriale urbaine de Znamianka)
 (mars 2025).
Si vous disposez d'ouvrages ou d'articles de référence ou si vous connaissez des sites web de qualité traitant du thème abordé ici, merci de compléter l'article en donnant les références utiles à sa vérifiabilité et en les liant à la section « Notes et références ».
 (novembre 2023).
 (novembre 2023).
La mise en forme du texte ne suit pas les recommandations de Wikipédia : il faut le « wikifier ».
Les points d'amélioration suivants sont les cas les plus fréquents :
- Les titres sont pré-formatés par le logiciel. Ils ne sont ni en capitales, ni en gras.
- Le texte ne doit pas être écrit en capitales (les noms de famille non plus), ni en gras, ni en italique, ni en « petit »…
- Le gras n'est utilisé que pour surligner le titre de l'article dans l'introduction, une seule fois.
- L'italique est rarement utilisé : mots en langue étrangère, titres d'œuvres, noms de bateaux, etc.
- Les citations ne sont pas en italique mais en corps de texte normal. Elles sont entourées par des guillemets français : « et ».
- Les listes à puces sont à éviter, des paragraphes rédigés étant largement préférés. Les tableaux sont à réserver à la présentation de données structurées (résultats, etc.).
- Les appels de note de bas de page (petits chiffres en exposant, introduits par l'outil «  Source ») sont à placer entre la fin de phrase et le point final[comme ça].
- Les liens internes (vers d'autres articles de Wikipédia) sont à choisir avec parcimonie. Créez des liens vers des articles approfondissant le sujet. Les termes génériques sans rapport avec le sujet sont à éviter, ainsi que les répétitions de liens vers un même terme.
- Les liens externes sont à placer uniquement dans une section « Liens externes », à la fin de l'article. Ces liens sont à choisir avec parcimonie suivant les règles définies. Si un lien sert de source à l'article, son insertion dans le texte est à faire par les notes de bas de page.
- La présentation des références doit suivre les conventions bibliographiques. Il est recommandé d'utiliser les modèles {{Ouvrage}}, {{Chapitre}}, {{Article}}, {{Lien web}} et/ou {{Bibliographie}}. Le mode d'édition visuel peut mettre en forme automatiquement les références.
- Insérer une infobox (cadre d'informations à droite) n'est pas obligatoire pour parachever la mise en page.

Pour une aide détaillée, merci de consulter Aide:Wikification.
Si vous pensez que ces points ont été résolus, vous pouvez retirer ce bandeau et améliorer la mise en forme d'un autre article.
Vodyane (en ukrainien : Водяне) est un village d'Ukraine situé dans la région de Kirovohrad. C'est une partie de la communauté de la ville de Znamianka.

## Géographie
Vodyane est située à la périphérie de la Forêt-Noire, à 3 km au nord-ouest de Znamianka Druha et à 6 km au nord de la ville de Znamianka.

## Histoire

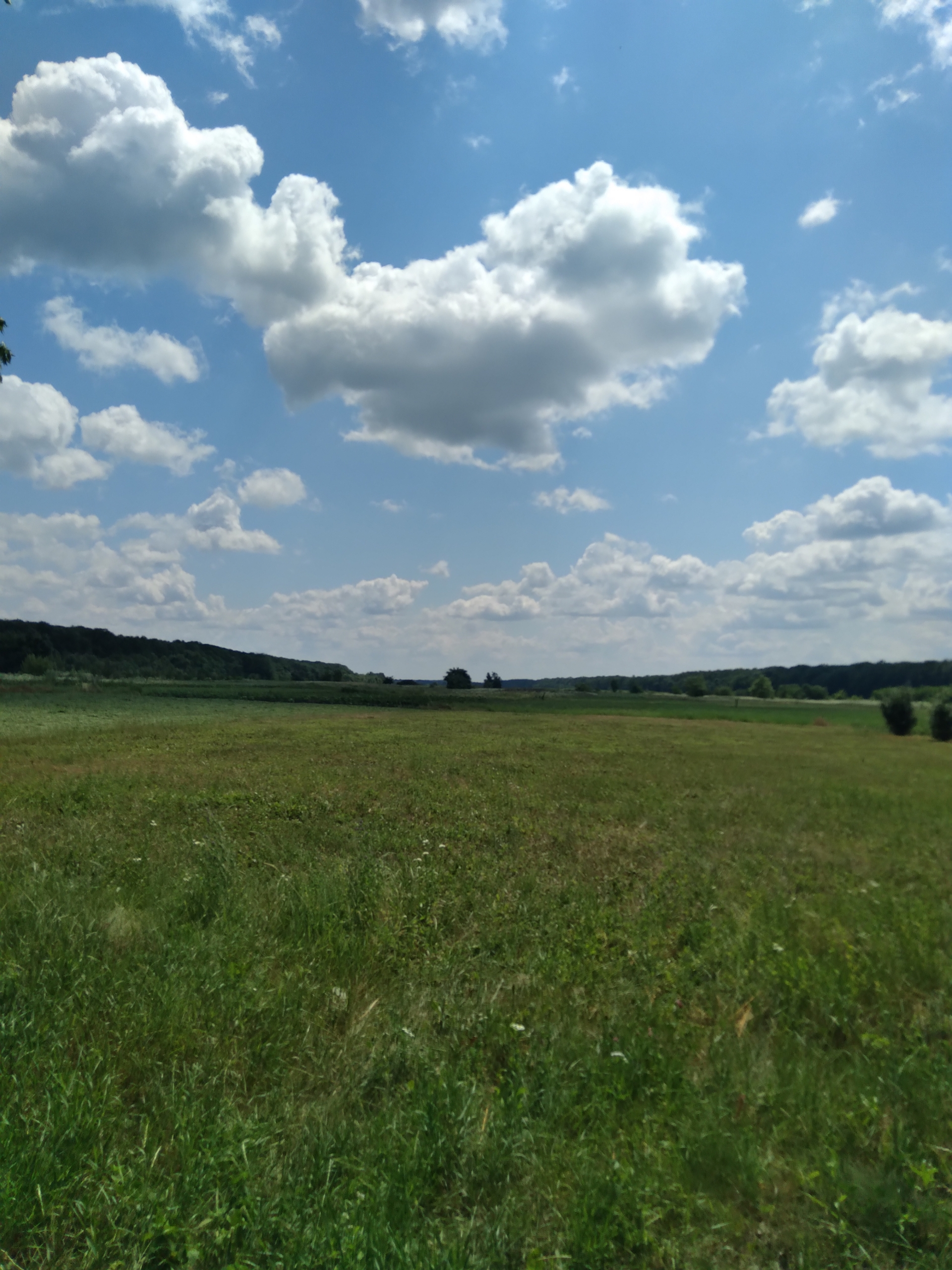
paysage rural

Pendant l'Holodomor durant 1932-1933, au moins 17 habitants de Vodyane sont morts de famine artificielle organisée par les autorités soviétiques.
En 1943, des unités de partisans soviétiques opéraient ici, soutenues par certains habitants locaux, dont Lukia Stachenko (1879-1973), connue dans ces endroits - un khiborob du village. Novoaleksandrovka (communauté de Znamianka) qui a aidé des centaines de soldats en leur fournissant du pain et un abri. Elle a prouvé que même en tant que civil, vous pouvez jouer un rôle dans la défaite de l’ennemi et devenir une héroïne.
Auparavant, elle avait sauvé des gens pendant l'Holodomor et la guerre soviéto-ukrainienne. Lukia a laissé derrière elle une grande famille. Ses enfants travaillaient à Znamianka, où vivent environ 200 de ses descendants, dont des parents éloignés. Son fils, Opanas, a participé à la Seconde Guerre mondiale et son arrière-petit-fils, Volodymyr, a été liquidateur des conséquences de l'accident de la centrale nucléaire de Tchernobyl.